# Ženski Fudbalski Klub Breznica
Lo Ženski Fudbalski Klub Breznica, noto anche come Breznica, è una squadra di calcio femminile montenegrina con sede a Pljevlja. Ha vinto due 1. ŽFL, massima serie del campionato montenegrino femminile di calcio e ha partecipato a due edizioni della UEFA Women's Champions League.

## Storia
Il Breznica fu fondato nel 2013 e fu subito iscritto alla 1. ŽFL, concludendo il campionato al secondo posto dietro all'Ekonomist. Nella stagione successiva il Breznica concluse nuovamente al secondo posto in classifica, per poi vincere il campionato per la prima volta nella stagione 2015-2016. Grazie a questo successo si è qualificato alla UEFA Women's Champions League per l'edizione 2016-2017: sorteggiata nel gruppo 4, ha terminato con un solo punto conquistato in tre gare, venendo così eliminato dalla competizione.

## Palmarès
- Campionato montenegrino: 9

2015-2016, 2016-2017, 2017-2018, 2018-2019, 2019-2020, 2020-2021, 2021-2022, 2022-2023, 2023-2024

## Statistiche

### Partecipazioni alle competizioni europee
| Stagione | Competizione     | Fase          | Avversario       | Risultato | Risultato | Risultato |
| Stagione | Competizione     | Fase          | Avversario       | andata    | ritorno   | aggregato |
| -------- | ---------------- | ------------- | ---------------- | --------- | --------- | --------- |
| 2016-17  | Champions League | fase a gironi | Medyk Konin      | 0-9       | 0-9       | 0-9       |
| 2016-17  | Champions League | fase a gironi | Olimpia Cluj     | 0-10      | 0-10      | 0-10      |
| 2016-17  | Champions League | fase a gironi | Pärnu            | 2-2       | 2-2       | 2-2       |
| 2017-18  | Champions League | fase a gironi | Avaldsnes        | 1-2       | 1-2       | 1-2       |
| 2017-18  | Champions League | fase a gironi | Spartak Subotica | 0-6       | 0-6       | 0-6       |
| 2017-18  | Champions League | fase a gironi | Kiryat Gat       | 2-2       | 2-2       | 2-2       |

## Organico

### Rosa 2017-2018
Rosa e numeri come da sito UEFA.
| N. |                       | Ruolo | Calciatrice       |
| -- | --------------------- | ----- | ----------------- |
| 1  | Montenegro (bandiera) | P     | Jovana Bajčetić   |
| 2  | Montenegro (bandiera) | D     | Tamara Tošić      |
| 4  | Montenegro (bandiera) | D     | Miljana Rondović  |
| 5  | Serbia (bandiera)     | D     | Marijana Jankov   |
| 6  | Montenegro (bandiera) | D     | Biljana Lončar    |
| 7  | Montenegro (bandiera) | C     | Stojana Filipović |
| 8  | Montenegro (bandiera) | C     | Ana Novović       |
| 9  | Montenegro (bandiera) | A     | Tamara Bojat      |
| 10 | Montenegro (bandiera) | C     | Biljana Vraneš    |
| 11 | Montenegro (bandiera) | A     | Jovana Brašnjo    |

| N. |                       | Ruolo | Calciatrice          |
| -- | --------------------- | ----- | -------------------- |
| 12 | Montenegro (bandiera) | P     | Ivana Čabarkapa      |
| 13 | Montenegro (bandiera) | C     | Danka Topalović      |
| 14 | Serbia (bandiera)     | D     | Milica Smiljković    |
| 15 | Serbia (bandiera)     | A     | Jelena Varda         |
| 16 | Montenegro (bandiera) | C     | Tatjana Djurković    |
| 18 | Montenegro (bandiera) | A     | Ivana Joksović       |
| 21 | Montenegro (bandiera) | A     | Ivana Krivokapić     |
| 23 | Serbia (bandiera)     | D     | Aleksandra Lazarević |
| 24 | Croazia (bandiera)    | C     | Mihaela Horvat       |
| 25 | Montenegro (bandiera) | C     | Radosava Kočanović   |